# Laphria sadales
Laphria sadales är en tvåvingeart som beskrevs av Walker 1849. Laphria sadales ingår i släktet Laphria och familjen rovflugor. Inga underarter finns listade i Catalogue of Life.

## Bildgalleri

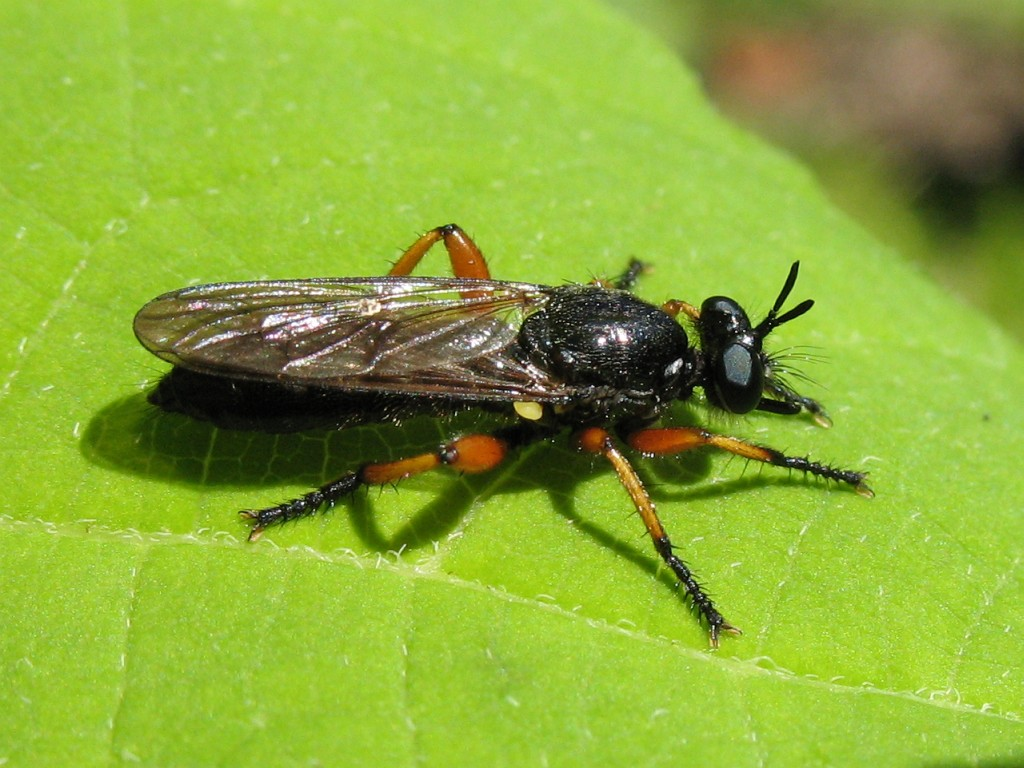